# Pecado imperdoável

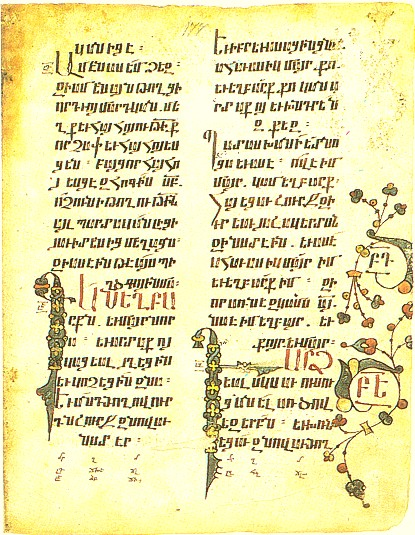
-.
Manuscrito armênio medieval.

Pecado imperdoável ou Blasfemia contra Espírito Santo é citado por Jesus teologia cristã na Bíblia pecado (Hamartía) em Marcos 3, 29. É um pecado gerado pelo orgulho, falta de humildade e não obediência a Deus.

## Passagens bíblicas
Diversas passagens na Bíblia são frequentemente interpretadas como fazendo referência ao pecado imperdoável:
- «Em verdade vos digo: Que aos homens serão perdoados todos os pecados, e as blasfêmias que proferirem; mas quem blasfemar contra o Espírito Santo, nunca mais terá perdão, pelo contrário é réu de um pecado eterno.» (Marcos 3:28–30):

- «Por isso vos declaro: Todo o pecado e blasfêmia serão perdoados aos homens, mas a blasfêmia contra o Espírito não lhes será perdoada. Ao que disser alguma palavra contra o Filho do Homem, isso lhe será perdoado; porém ao que falar contra o Espírito Santo, não lhe será perdoado, nem neste mundo, nem no vindouro.» (Mateus 12:31–32)

- «Digo-vos ainda: Todo aquele que me confessar diante dos homens, também o Filho do homem o confessará perante os anjos de Deus; mas o que me negar diante dos homens, será negado perante os anjos de Deus. Todo aquele que proferir uma palavra contra o Filho do Homem, isso lhe será perdoado; mas o que blasfemar contra o Espírito Santo, não lhe será perdoado.» (Lucas 12:8–10)

- «Pois é impossível que os que uma vez foram iluminados e provaram o dom celestial, e se tornaram participantes do Espírito Santo, e provaram a boa palavra de Deus, e os poderes do mundo vindouro, e depois caíram; impossível é renová-los outra vez para o arrependimento, visto que eles crucificam de novo para si o Filho de Deus e o expõem à ignomínia.» (Hebreus 10:26)

- «Pois se pecamos voluntariamente, depois de termos recebido o pleno conhecimento da verdade, já não resta mais sacrifício pelos pecados, senão uma certa expectação terrível do juízo e um ardor de fogo que há de devorar aos adversários. Aquele que transgride a Lei de Moisés, sendo-lhe provado com duas ou três testemunhas, morre sem misericórdia; de quanto mais severo castigo, pensais vós, será julgado digno aquele que calca aos pés o Filho de Deus e tem em conta de profano o sangue da aliança, com que foi santificado, e ultraja ao Espírito da graça?» (Hebreus 6:4–7)

As três passagens dos evangelhos sinóticos estão inseridas no contexto da crítica feita ao ministério de Jesus pelos fariseus, que o acusaram de ter seus poderes concedidos por Belzebu (veja Jesus exorcizando o cego e mudo e Parábola do Homem Valente). Além disso, há citações em I João 5:16–17 e uma possível ligação em I Coríntios 12:2–3.

## Cristianismo

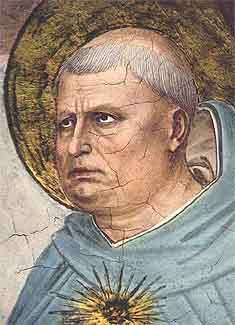
Santo Tomás de Aquino tratou sobre o tema do pecado eterno e listou seis tipos de blasfêmias para caracterizá-lo.
Por Fra Angelico.

A teologia geral do pecado é que os pecados cometidos por qualquer pessoa podem ser perdoados por Deus por conta do sacrifício feito por Jesus em sua morte. 

### Igreja Católica e a Igreja Ortodoxa
A Igreja Católica - assim como a Igreja Ortodoxa e as Igrejas Católicas Orientais - acreditam que a blasfêmia contra o Espírito Santo é de fato um pecado imperdoável ("eterno").
De acordo com o catecismo católico, não há limites para o perdão divino, mas qualquer um que deliberadamente se recuse a aceitar a sua misericórdia pelo arrependimento, rejeita o perdão dos pecados e a salvação oferecida pelo Espírito Santo. E esta situação poderia levar à impenitência e à danação eterna.
Os católicos geralmente listam seis tipos específicos de blasfêmias contra o Espírito Santo, baseados principalmente em Tomás de Aquino:
- Desespero: que consiste em acreditar que a própria maldade humana é maior do que a bondade divina[3].
- Presunção: se alguém deseja obter a glória (da salvação) sem ter os méritos - sem demérito para o arrependimento no leito de morte - ou perdão sem arrependimento.
- Resistência em conhecer a verdade.
- Inveja do bem espiritual alcançado pelo próximo, ou seja, do aumento da graça divina no mundo.
- Impenitência, ou seja, a vontade específica de não se arrepender de um pecado.
- Obstinação, através da qual alguém, preso ao seu pecado, se torna imune à ideia de que o bem dentro de si existe.

Porém, a Igreja acredita ainda que não há ofensa séria o suficiente que não possa ser removida pelo Batismo ou absolvida pela Confissão e que ninguém, por mau ou culpado que seja, não possa secretamente esperar o perdão. Tomás de Aquino explica que a imperdoabilidade significa que este pecado remove a possibilidade de alguém conseguir alcançar os meios de sua própria salvação, mas que, porém, ela não impede o Todo-Poderoso e misericordioso Deus de remover esse obstáculo através de um milagre. Este conceito é novamente afirmado no catecismo, que diz que "as portas do perdão devem permanecer sempre abertas para aqueles que querem se livrar do pecado".

### Protestantismo
Os protestantes não tem uma visão unificada para definir o que é de fato um pecado contra o Espírito Santo.
João Calvino escreveu sobre o pecado eterno:
| “ | Eu digo, portanto, que os pecados contra o Espírito Santo que, ainda que contidos pelo poder da verdade divina não podem ser atribuído a ignorância, e ainda assim resistem e meramente por resitir | ” |
|   | — João Calvino, Institutos da Religião Cristã. |   |

De forma similar, Jacob Arminius definiu-o como "a rejeição e a recusa de Jesus Cristo por meio de malícia e ódio determinados contra Cristo". Porém, Arminius diferia de Calvino por acreditar que o pecado poderia ser cometido por crentes. Armínio chegou nesta conclusão interpretando Hebreus 6:4–6.
Algumas interpretações protestantes modernas do pecado incluem o ato deliberado de tachar o bem como mal, como rejeitar a convicção no Espírito Santo, de publicamente atribuir a obra do Espírito Santo a Satanás e atribuir a obra de Jesus a Satanás (sob esta interpretação, o pecado só poderia ser cometido enquanto Jesus estava vivo). Independente da interpretação, os protestantes geralmente concordam que alguém que tenha cometido o "pecado eterno" não é mais capaz de se arrepender e, por isso, de ser perdoado. Assim, alguém que tenha medo de ter cometido este pecado não o cometeu, pois ainda teme.

## Islamismo
De acordo com o Alcorão, idolatria é um pecado imperdoável, sendo classificado como a confecção de qualquer tipo de imagem relacionada ao divino, bem como arrogância e egoísmo. Historiadores e sociólogos apontam que para "fugir" da proibição de confecção de obras de arte do divino, os árabes desenvolveram sua escrita, enfeitando-a, tornando ela própria uma "obra de arte relacionada ao divino". O Alcorão e a tradição profética (Sunnah), definem quatro categorias principais de idolatria no Islã. 
- Rubūbīyah (senhoria): Esta categoria refere-se negação de existe um ser ou seres iguais à Deus ou quase iguais.
- Al-Asma In-Sifat (os nomes e os atributos de Deus): Esta categoria inclui as práticas de dar atributos ou imagens a Deus e Sua criação, bem como o ato de dar aos seres criados nomes e atributos de Deus.
- No al-'Ibadah (Culto): Esta categoria refere-se aos atos de culto que são direcionadas para além de Deus.
- Ash-eximir al-Asghar (Desvio menor): Pessoas que pratiquem caridade ou boa ação com a finalidade de mostrar para as outras pessoas, não sendo uma sincera devoção a Deus, sendo considerado como "um desvio menor".